# Igor Rakočević
Igor Rakočević (cyr. Игор Ракочевић; ur. 29 marca 1978 w Belgradzie) – serbski koszykarz, występujący na pozycji obrońcy, olimpijczyk, mistrz świata (2002) oraz Europy (2001).

## Osiągnięcia

### Zespołowe
- Mistrz:
  - Hiszpanii (2008)[1]
  - Włoch (2012)
  - Jugosławii (1998, 2001)[1]
  - Serbii (2013)
- Wicemistrz:
  - Jugosławii (2002)
  - Turcji (2010)
  - Hiszpanii (2009)
- Zdobywca:
  - pucharu:
    - Jugosławii (2001)
    - Serbii i Czarnogóry (2004)[1]
    - Serbii (2013)[1]
    - Hiszpanii (2009)[1]
    - Włoch (2012)

  - superpucharu:
    - Turcji (2009, 2010)[1]
    - Hiszpanii (2006, 2007, 2008)[1]
    - Włoch (2011)
- Finalista:
  - pucharu:
    - Koracia (1998)
    - Jugosławii (2002)
    - Hiszpanii (2008)

  - Ligi Adriatyckiej (2013)

### Indywidualne
- MVP:
  - Final Four Ligi Adriatyckiej (2004)[2]
  - finałów Pucharu Serbii (2013)[1]
  - miesiąca Euroligi (styczeń 2009)[1]
- 3-krotny laureat nagrody Alphonso Ford Trophy, przyznawanej najlepszemu strzelcowi Euroligi (2007, 2009, 2011)[1]
- Największy postęp ligi jugosłowiańskiej (1998)
- Zaliczony do[1]:
  - I składu:
    - Euroligi (2009)
    - ACB (2009)

  - II składu Euroligi (2007)
- Lider:
  - strzelców:
    - hiszpańskiej ACB (2008)[2]
    - Ligi Adriatyckiej (2004)[2]

  - Ligi Adriatyckiej w:
    - asystach (2004)[2]
    - przechwytach (2004)[1]
- Zwycięzca konkursu rzutów za 3 punkty ligi hiszpańskiej (2008)
- Uczestnik meczu gwiazd:
  - ligi:
    - jugosłowiańskiej (1996, 1999, 2000)[2]
    - tureckiej (2010, 2011)[1]

  - wschodzących - Nike Hoop Summit (1997)[3]

### Reprezentacja
Jugosławii
- Mistrz:
  - świata (2002)[1]
  - Europy (2001)[1]
  - Europy U–22 (1998)[1]
- Brązowy medalista:
  - mistrzostw:
    - świata U–22 (1997)[1]
    - Europy U–18 (1996)[1]

  - igrzysk śródziemnomorskich (1997)
- MVP mistrzostw Europy U–22 (1998)[1]
- Uczestnik Igrzysk Olimpijskich (2000 – 6. miejsce)[1]
- Lider strzelców mistrzostw Europy:
  - U–22 (1998)
  - U–18 (1996)

Serbii i Czarnogóry
- Uczestnik:
  - Igrzysk Olimpijskich (2004 – 11. miejsce)[1]
  - mistrzostw:
    - Europy (2005 – 9. miejsce)[1]
    - świata (2006 – 11. miejsce)[1]